# Suomi-sarja 2012/13
Die Saison 2012/13 ist die 13. Spielzeit der Suomi-sarja als dritthöchste finnische Eishockeyspielklasse.

## Modus
In der Hauptrunde wurde die Liga in drei nach regionalen Kriterien besetzte Gruppen mit je sieben Teilnehmern aufgeteilt. In der Hauptrunde tritt jede Mannschaft gegen Gruppengegner in Hin- und Rückspiel an. Die vier bestplatzierten Mannschaften jeder Gruppe qualifizieren sich für die Finalrunde, deren drei bestplatzierten Mannschaften sich wiederum für die Aufstiegsrunde zur zweitklassigen Mestis qualifizieren. Die übrigen Mannschaften der drei Hauptrunden-Gruppen müssen in der Abstiegsrunde und je nachdem Relegation um den Klassenerhalt antreten.
Für einen Sieg nach regulärer Spielzeit erhält jede Mannschaft drei Punkte, bei einem Sieg nach Verlängerung gibt es zwei Punkte, bei einer Niederlage nach Verlängerung gibt es einen Punkt und bei einer Niederlage nach regulärer Spielzeit null Punkte.

## Teilnehmer
Gruppe 1:
Ahmat, Hermes, JHT Kalajoki, RJK, RoKi, S-Kiekko, Waasa Red Ducks
Gruppe 2:
Diskos Jyväskylä, Hydraulic Oilers, IPK, KalPa Team Kuopio, KeuPa HT, Koo-Vee, NoPy
Gruppe 3:
FPS Forssa, KJT Tuuski, Ketterä, Kiekkohait, Porvoo Hunters, HC Satakunta, Titaanit